# Aphelandra glabrata
Aphelandra glabrata är en akantusväxtart som beskrevs av Carl Ludwig von Willdenow och Christian Gottfried Daniel Nees von Esenbeck. Aphelandra glabrata ingår i släktet Aphelandra och familjen akantusväxter. Inga underarter finns listade i Catalogue of Life.